# Хилсборо (Мисури)
Хилсборо (енгл. Hillsboro) град је у америчкој савезној држави Мисури.

## Демографија
По попису из 2010. године број становника је 2.821, што је 1.146 (68,4%) становника више него 2000. године.
| Група             | 2000.         | 2010.         |
| Белци             | 1.572 (93,9%) | 2.624 (93,0%) |
| Афроамериканци    | 34 (2,0%)     | 79 (2,8%)     |
| Азијати           | 11 (0,7%)     | 13 (0,5%)     |
| Хиспаноамериканци | 36 (2,1%)     | 56 (2,0%)     |
| Укупно            | 1.675         | 2.821         |